# Spinivunus adumbratus
Genre
Espèce
Spinivunus adumbratus, unique représentant du genre Spinivunus, est une espèce d'opilions laniatores de la famille des Gonyleptidae.

## Distribution
Cette espèce est endémique du Chili. Elle se rencontre dans les régions des Lacs et des Fleuves.

## Description
La femelle holotype mesure 7 mm.
Le mâle décrit par Maury en 1992 mesure 5,66 mm et les femelles 5,97 et 6,28 mm.

## Publication originale
- Roewer, 1943 : « Über Gonyleptiden. Weitere Weberknechte (Arachn., Opil.) XI. » Senckenbergiana, vol. 26, p. 12–68.